# ツルツゲ
ツルツゲ（蔓黄楊、学名：Ilex rugosa）は、モチノキ科モチノキ属の常緑低木。高山植物。

## 特徴
針葉樹林内の林床を這い、長さ20-50cmになる。茎には稜があり、毛状の細点がある。葉は、長さ2-4mmの葉柄をもって互生する。葉身は厚く、長さ1.5-4cm、幅0.5-1.3cm、形は狭長楕円形から長楕円形で、先端はややとがり、基部は鋭形になる。両面無毛で、縁にあらい鋸歯があり、表面の脈はくぼみ、しわがみられ、裏面の脈は隆起する。
花期は6-8月、雌雄異株で雄花、雌花とも緑色がかった白色の4弁花を咲かせる。雄花序は1-5個の花を集散状につけ、雌花序は1-3個の花が葉腋につく。果実は径6mmの球状に赤熟し、4個の種子がある。
種小名の rugosa は、「しわの多い」の意味。

## 分布と生育環境
本州の東北地方、関東地方、中部地方に分布し、亜高山帯、高山帯の針葉樹林内に生育する。

## シノニム
- Ilex rugosa F.Schmidt var. vegeta H.Hara
- Ilex rugosa F.Schmidt var. hondoensis T.Yamaz.
- Ilex rugosa F.Schmidt f. vegeta (H.Hara) H.Hara

## 下位分類
- エゾツルツゲ（マルバツルツゲ） Ilex rugosa F.Schmidt var. rugosa -葉が大きく、北海道、千島南部、樺太に分布する。YListでは標準名としては削除されている[1]。
- ホソバツルツゲ Ilex rugosa F.Schmidt var. stenophylla (Koidz.) Sugim.-葉が細く、中部地方南部、紀伊半島、四国に分布し、中部地方中部、東北地方南部にも分布する。ツルツゲとの中間型もみられる。基本種と区別しない考えもある。
- オオツルツゲ Ilex × makinoi H.Hara -ツルツゲとヒメモチとの雑種と考えられ、ツルツゲと比べ全体に大型で、東北地方にまれに見られる。

## ギャラリー
- 果実
- 雌花